# Schleuse Liebenwalde
Die Schleuse Liebenwalde befindet sich im Malzer Kanal (MzK), einem Teil der Oberen Havel-Wasserstraße (OHW) in der Nähe von  Liebenwalde im Landkreis Oberhavel in  Brandenburg. In der OHW hat sie die Kilometrierung 45,30.

## Geschichte
Zusammen mit dem Bau des zweiten Finowkanals entstand 1749 eine erste Schleuse etwa an dieser Stelle in der Faulen Havel. Sie wurde als Kesselschleuse gebaut und in ihren Abmessungen den damaligen Kaffenkähnen angepasst. Die entstandene Kanalstufe diente auch der Sicherung eines ausreichenden Wasserzuflusses aus ihrem Oberwasser in den Finowkanal. Im 19. Jahrhundert war sie dem vermehrten Schiffsverkehr nicht mehr gewachsen, wurde 1831 abgerissen und durch einen Neubau mit rechteckiger Kammer ersetzt. Der Neubau wurde gleichzeitig mit dem Ausbau der Faulen Havel zum Malzer Kanal errichtet, 1834 fertiggestellt und 1966 erneuert. 1974/1975 wurde daneben wieder ein Neubau errichtet und das Oberhaupt der bisherigen Schleuse in ein Wehr umgebaut. Die dritte Schleuse wurde in Stahlspundwandbauweise errichtet und ist bis heute in Betrieb. Sie  hat eine nutzbare Länge von 49,80 Meter und ist 10,53 Meter breit.

## Automatisierung
In der Zeit vom 23. Oktober 2006 bis zum 30. März 2007 wurde die Schleuse Liebenwalde für den gesamten Schiffsverkehr gesperrt. Während dieser Zeit erfolgte eine Modernisierung der Schleuse und die Umstellung auf den halbautomatischen Betrieb mit Fernüberwachung von der Überwachungszentrale Zehdenick (ÜZZ). Der Schleusenvorgang ist seit 2007 voll automatisiert und fernüberwacht. Mit der Fertigstellung des Modernisierungs- und Automatisierungsprogramms werden 27 von 39 Schleusen, alle 47 Wehre sowie die drei beweglichen Brücken im Bestand des Wasserstraßen- und Schifffahrtsamt Oder-Havel zentralgesteuert, vollautomatisch oder in automatisierter Selbstbedienung betrieben. Neu gebaut wurden im Schleusenbereich zwei fünfzig Meter lange Sportbootliegestellen und moderne Lichtsignalanlagen.

## Karten
- Folke Stender: Redaktion Sportschifffahrtskarten Binnen 1. Nautische Veröffentlichung Verlagsgesellschaft, ISBN 3-926376-10-4.
- W. Ciesla, H. Czesienski, W. Schlomm, K. Senzel, D. Weidner: Schiffahrtskarten der Binnenwasserstraßen der Deutschen Demokratischen Republik 1:10.000. Band 4. Herausgeber: Wasserstraßenaufsichtsamt der DDR, Berlin 1988, OCLC 830889996. Seite 113

## Weblinks

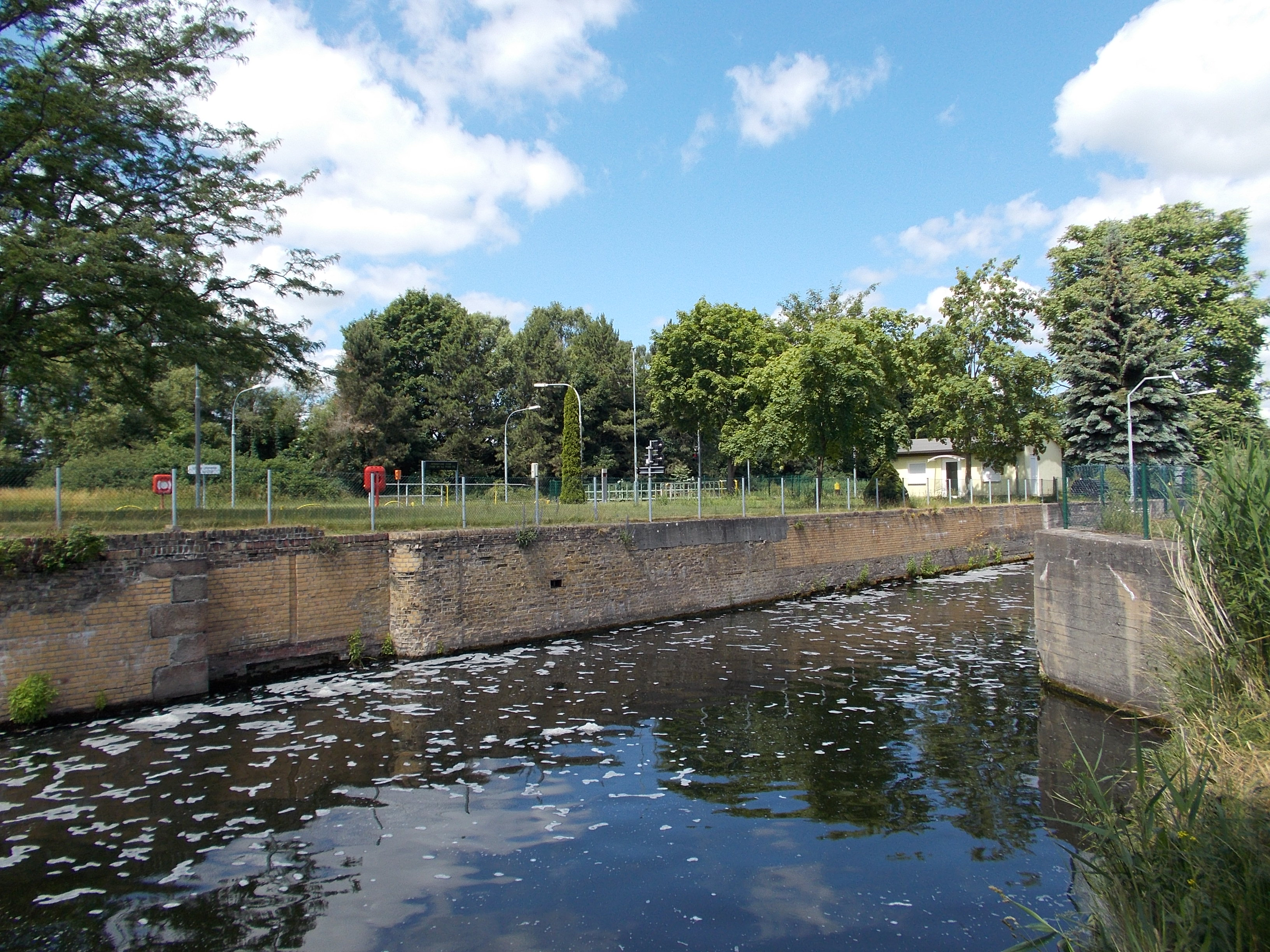
Alte Schleuse Liebenwalde von 1834